# Парамнезия
Парамнези́я — нарушения и расстройства памяти, выражающиеся в ложных воспоминаниях; может происходить смешение прошлого и настоящего, а также реальных и вымышленных событий. Парамнезия часто характеризуется переоценкой влияния собственной личности на исход некоторых событий, имевших место в прошлом. Парамнезии являются качественными извращениями памяти.

## Классификация

### Псевдореминисценции
Псевдореминисценции — нарушения по типу иллюзии памяти, заключающиеся в смещении во времени событий, действительно имевших место в жизни пациента. Прошлое выдаётся за настоящее. При псевдореминисценции пациенты, рассказывая о событиях, происходивших в действительности, сообщают факты, которые происходили, но в другое время и не имеют отношения к действительно происходившему. Содержанием псевдореминисценций являются, как правило, факты обычной жизни, излагаемые однообразно, обыденно, правдоподобно.
Псевдореминисценции наблюдаются преимущественно во второй половине жизни при различных по своему генезу органических заболеваниях центральной нервной системы.
Источники
Среди источников ложных воспоминаний специалисты называют:
- Чужие воспоминания. Известно, что после сеансов групповой терапии ветераны войн присваивают себе рассказы других участников.
- Давнее прошлое. Источником ложных воспоминаний могут стать семейные предания или фотографии.
- Фильмы и телепередачи. Ложные воспоминания могут рождаться после просмотра документальных фильмов или телепередач, которые могут впоследствии восприниматься как пережитые события.

### Конфабуляции
- Замещающие — заполнение пробелов в памяти при различных видах амнезии недавно происходившими фактами обычной жизни либо спонтанно, либо при задавании наводящих вопросов. Сходны с псевдореминисценциями.
- Экмнестические — восприятие событий раннего детства и вообще отдалённого прошлого как настоящих и недавних. Встречаются при сенильной деменции и прогрессирующей амнезии.
- Фантастические — воспоминания о фантастических событиях, в которых пациент принимал участие. Обычно наблюдаются при интоксикациях, шизофрении.
- Бредовые — перенос эпизодов бреда и бредового образа мышления с соответствующими поступками в период времени, предшествующий заболеванию. Паранойяльный синдром при шизофрении.
- Галлюцинаторные — масса зрительных и слуховых псевдогаллюцинаций. Зачастую они сопровождают шизофрению.

### Криптомнезии
Ситуации, в которых некогда прочитанное или увиденное воспринимается как часть собственной жизни либо, наоборот, собственная жизнь кажется эпизодом романа или фильма.

### Фантазмы
События, которые придумал или вообразил человек, кажутся ему произошедшими на самом деле.

## Дифференциальный диагноз
Парамнезии дифференцируют с бредом, который также является ложным суждением о действительности. Однако бред, в отличие от парамнезий, во-первых, совершенно не поддаётся коррекции, а во-вторых, болезненной основой для него являются, как правило, эндогенные психические расстройства.

## Болезни, для которых характерны парамнезии
Парамнезии более характерны для экзогенных психических расстройств. Так, при атеросклерозе наблюдаются псевдореминисценции, при которых пациент относит одно и то же событие в разных версиях рассказа к разному времени; криптомнезии со склонностью рассказывать об известных событиях, в которых он якобы принимал участие; конфабуляции. Парамнезии тесно связаны с нарушениями восприятия: дежавю и жамевю.